# The Potters of the Nile
Pour plus de détails, voir Fiche technique et Distribution.
The Potters of the Nile est un documentaire américain sorti en 1912, réalisé par Sidney Olcott, tourné en Égypte durant l'hiver 1912.

## Fiche technique
- Réalisation : Sidney Olcott
- Scénario :
- Production : Kalem
- Directeur de la photo : George K. Hollister
- Décors :
- Longueur :
- Date de sortie : 1912
- Distribution :